# Серия Гран-при по фигурному катанию сезона 2009/2010
Серия Гран-при по фигурному катанию сезона 2009—2010 годов это комплекс ежегодных коммерческих турниров по фигурному катанию среди лучших фигуристов планеты (по рейтингу ИСУ) прошедших осенью и в начале зимы 2009 года. Спортсмены на шести этапах серии соревновались в категориях мужское и женское одиночное катание, парное катание и танцы на льду. За занятые на этапах места были присуждены баллы от 15 (за 1 место) до 3-х (за 8 место). Лучшие шесть спортсменов (или пары), набравшие наибольшее количество баллов, соревновались в финале серии Гран-при.

## Квалификация
Фигуристам/парам, которые на чемпионате мира 2009 года заняли первые шесть мест, гарантируются два этапа, и они считаются «сеяными». Спортсменам, занявшим места с 7 по 12, также даётся два этапа, хотя они и не считаются «сеяными».
Кроме того, страна, принимающая этап, имеет право заявить любого третьего фигуриста/пару по собственному выбору в каждой дисциплине.
Остальные места заполняются исходя из рейтинга спортсменов в сезоне 2008—2009 годов.

## Расписание
В этом сезоне изменился привычный порядок этапов, серию открыли соревнования во Франции, а шестой этап прошёл в Канаде.
| Турнир                          | Место проведения | Начало           | Окончание        |
| ------------------------------- | ---------------- | ---------------- | ---------------- |
| Trophee Eric Bompard 2009       | Париж, Франция   | 15 октября, 2009 | 18 октября, 2009 |
| Rostelecom Cup 2009             | Москва, Россия   | 22 октября, 2009 | 25 октября, 2009 |
| Cup of China 2009               | Пекин, Китай     | 29 октября, 2009 | 1 ноября, 2009   |
| NHK Trophy 2009                 | Нагано, Япония   | 5 ноября, 2009   | 8 ноября, 2009   |
| Skate America 2009              | Лейк-Плэсид, США | 12 ноября, 2009  | 15 ноября, 2009  |
| Skate Canada 2009               | Китченер, Канада | 19 ноября, 2009  | 22 ноября, 2009  |
| Финал Гран-при сезона 2009—2010 | Токио, Япония    | 3 декабря, 2009  | 6 декабря, 2009  |

## Баллы
За занятые на каждом этапе места спортсмены получают баллы по следующему принципу:
| Занятое место | Баллы (одиночники/танцоры) | Баллы (пары) |
| ------------- | -------------------------- | ------------ |
| 1 место       | 15 баллов                  | 15 баллов    |
| 2 место       | 13 баллов                  | 13 баллов    |
| 3 место       | 11 баллов                  | 11 баллов    |
| 4 место       | 9 баллов                   | 9 баллов     |
| 5 место       | 7 баллов                   | 7 баллов     |
| 6 место       | 5 баллов                   | 5 баллов     |
| 7 место       | 4 балла                    |              |
| 8 место       | 3 балла                    |              |

По шесть спортсменов (пар) в каждой дисциплине, набравшие наибольшее количество баллов, проходят в финал Гран-при. При равном количестве набранных баллов в финал проходят спортсмены, занявшие более высокое место на пьедестале.

### Набранные баллы
| Баллы     | Мужчины                                               | Женщины                                                 | Пары | Танцы |
| --------- | ----------------------------------------------------- | ------------------------------------------------------- | --- | --- |
| 30 баллов | Нобунари Ода                                          | Ён А Ким Мики Андо                                      | Шэнь Сюэ / Чжао Хунбо Пан Цин / Тун Цзянь                                                                                       | Мэрил Дэвис / Чарли Уайт Тесса Вертью / Скотт Моир Танит Белбин / Бенжамин Агосто                                                      |
| 28 баллов | Эван Лайсачек                                         |                                                         | Мария Мухортова / Максим Траньков                                                                                               | |
| 26 баллов |                                                       | Джоанни Рошетт                                          | Алёна Савченко / Робин Шолковы Юко Кавагути / Александр Смирнов                                                                 | Натали Пешала / Фабьян Бурза Анна Каппеллини / Лука Ланотте                                                                            |
| 24 балла  | Бриан Жубер                                           | Алёна Леонова Эшли Вагнер                               | Чжан Дань / Чжан Хао Джессика Дюбэ / Брайс Дэвисон Татьяна Волосожар / Станислав Морозов                                        | Шинед Керр / Джон Керр |
| 22 балла  | Джереми Эбботт Дайсукэ Такахаси Джонни Вейр           | Акико Судзуки Рэйчел Флатт Алисса Чизни                 | | Яна Хохлова / Сергей Новицкий |
| 20 баллов | Томаш Вернер Михал Бржезина                           | Мао Асада Юкари Накано                                  | Кеана Маклафлин / Рокни Брубейкер Рэна Иноуэ / Джон Болдуин                                                                     | Ванесса Крон / Поль Пуарье |
| 19 баллов |                                                       |                                                         | | |
| 18 баллов |                                                       | Лаура Лепистё                                           | | Александра Зарецкая / Роман Зарецкий Екатерина Рублёва / Иван Шефер Екатерина Боброва / Дмитрий Соловьёв                               |
| 17 баллов | Такахико Кодзука                                      |                                                         | | |
| 16 баллов | Шон Сойер Сергей Воронов Адам Риппон Самуэль Контести | Кийра Корпи Юлия Шебештьен Мирай Нагасу                 | Кейди Денни / Джереми Барретт                                                                                                   | Кэйтлин Уивер / Эндрю Поже Эмили Самуэльсон / Эван Бейтс                                                                               |
| 15 баллов | Евгений Плющенко Албан Преобер                        |                                                         | | |
| 14 баллов | Артём Бородулин Янник Понсеро                         |                                                         | | Анна Задорожнюк / Сергей Вербилло |
| 13 баллов |                                                       | Фумиэ Сугури                                            | | |
| 12 баллов |                                                       | Кэролайн Чжан                                           | Милен Бродеу / Джон Маттатал | Кимберли Наварро / Брэнт Бомментре |
| 11 баллов | Райан Брэдли                                          |                                                         | | Федерика Фаелла / Массимо Скали Хуан Синьтун / Чжэн Сюнь                                                                               |
| 10 баллов |                                                       | Каролина Костнер                                        | Дун Хуэйбо / У Имин | |
| 9 баллов  | Флоран Амодьо Адриан Шультхейсс                       | Элене Гедеванишвили Амели Лакост Синтия Фануф           | Анабель Ланглуа / Коди Хэй Мэган Дюамель / Крэг Бантин Вера Базарова / Юрий Ларионов                                            | |
| 8 баллов  | Стивен Кэрриер Кевин Рейнольдс                        |                                                         | | Мэдисон Чок / Грег Цуэрлин Мэдисон Хаббелл / Киффер Хаббелл Кристина Горшкова / Виталий Бутиков                                        |
| 7 баллов  | Кевин ван дер Перрен Chao Yang Брэндон Мроз           | Алекси Жиллес Елена Глебова                             | Аманда Эвора / Марк Ладвиг Любовь Илюшечкина / Нодари Маисурадзе Николь Делла Моника / Янник Кокон Аделин Канак / Максимин Койя | Анастасия Платонова / Александр Грачёв                                                                                                 |
| 6 баллов  |                                                       |                                                         | | |
| 5 баллов  | Патрик Чан                                            |                                                         | Кирстен Мур-Тауэрс / Дилан Москович Брук Кастил / Бенжамин Окольски Ксения Красильникова / Константин Безматерных               | Екатерина Рязанова / Илья Ткаченко |
| 4 балла   | Денис Тен                                             | Лю Янь Эмили Хьюз                                       | | Луция Мысливечкова / Матей Новак Кэти Рид / Крис Рид Каролина Херманн / Даниэль Херманн                                                |
| 3 балла   |                                                       | Дженна Маккоркелл Сара Хеккен Аннетт Дитрт Диана Цмиетт | | Кэтрин Копели / Дейвидас Стагнюнас Элли Ханн-Маккарди / Майкл Корено Кейтлин Мейллори / Кристиан Ранд Andrea Chong / Guillaume Gfeller |

—отобравшиеся в финал Гран-при.

## Медалисты
| Турнир               | Дисциплина | Золото                            | Серебро                       | Бронза                         |
| Trophee Eric Bompard | Мужчины    | Нобунари Ода                      | Томаш Вернер                  | Адам Риппон                    |
| Trophee Eric Bompard | Женщины    | Ён А Ким                          | Мао Асада                     | Юкари Накано                   |
| Trophee Eric Bompard | Пары       | Мария Мухортова / Максим Траньков | Джессика Дюбэ / Брайс Дэвисон | Алёна Савченко / Робин Шолковы |
| Trophee Eric Bompard | Танцы      | Тесса Вертью / Скотт Моир         | Натали Пешала / Фабьян Бурза  | Шинед Керр / Джон Керр         |

| Турнир         | Дисциплина | Золото                   | Серебро                          | Бронза                            |
| Rostelecom Cup | Мужчины    | Евгений Плющенко         | Такахико Кодзука                 | Артём Бородулин                   |
| Rostelecom Cup | Женщины    | Мики Андо                | Эшли Вагнер                      | Алёна Леонова                     |
| Rostelecom Cup | Пары       | Пан Цин / Тун Цзянь      | Юко Кавагути / Александр Смирнов | Кеана Маклафлин / Рокни Брубейкер |
| Rostelecom Cup | Танцы      | Мерил Девис / Чарли Уайт | Анна Каппеллини / Лука Ланотте   | Екатерина Рублёва / Иван Шефер    |

| Турнир       | Дисциплина | Золото                         | Серебро                       | Бронза                              |
| Cup of China | Мужчины    | Нобунари Ода                   | Эван Лайсачек                 | Сергей Воронов                      |
| Cup of China | Женщины    | Акико Судзуки                  | Кийра Корпи                   | Джоанни Рошетт                      |
| Cup of China | Пары       | Шэнь Сюэ / Чжао Хунбо          | Чжан Дань / Чжан Хао          | Татьяна Волосожар Станислав Морозов |
| Cup of China | Танцы      | Танит Белбин / Бенжамин Агосто | Яна Хохлова / Сергей Новицкий | Федерика Фаелла / Массимо Скали     |

| Турнир     | Дисциплина | Золото                   | Серебро                          | Бронза                     |
| NHK Trophy | Мужчины    | Бриан Жубер              | Джонни Вейр                      | Михал Бржезина             |
| NHK Trophy | Женщины    | Мики Андо                | Алёна Леонова                    | Эшли Вагнер                |
| NHK Trophy | Пары       | Пан Цин / Тун Цзянь      | Юко Кавагути / Александр Смирнов | Рэна Иноуэ / Джон Болдуин  |
| NHK Trophy | Танцы      | Мэрил Дэвис / Чарли Уайт | Шинед Керр / Джон Керр           | Ванесса Крон / Поль Пуарье |

| Турнир        | Дисциплина | Золото                         | Серебро                               | Бронза                               |
| Skate America | Мужчины    | Эван Лайсачек                  | Шон Сойер                             | Райан Брэдли                         |
| Skate America | Женщины    | Ён А Ким                       | Рэйчел Флатт                          | Юлия Шебештьен                       |
| Skate America | Пары       | Шэнь Сюэ / Чжао Хунбо          | Татьяна Волосожар / Станислав Морозов | Чжан Дань / Чжан Хао                 |
| Skate America | Танцы      | Танит Белбин / Бенжамин Агосто | Анна Каппеллини / Лука Ланотте        | Александра Зарецкая / Роман Зарецкий |

| Турнир       | Дисциплина | Золото                         | Серебро                           | Бронза                        |
| Skate Canada | Мужчины    | Джереми Эббот                  | Дайсукэ Такахаси                  | Албан Преобер                 |
| Skate Canada | Женщины    | Джоанни Рошетт                 | Алисса Чизни                      | Лаура Лепистё                 |
| Skate Canada | Пары       | Алёна Савченко / Робин Шолковы | Мария Мухортова / Максим Траньков | Джессика Дюбэ / Брайс Дэвисон |
| Skate Canada | Танцы      | Тесса Вертью / Скотт Моир      | Натали Пешала / Фабьян Бурза      | Кэйтлин Уивер / Эндрю Поже    |

| Турнир | Дисциплина | Золото                   | Серебро                   | Бронза                         |
| ФИНАЛ  | Мужчины    | Эван Лайсачек            | Нобунари Ода              | Джонни Вейр                    |
| ФИНАЛ  | Женщины    | Ён А Ким                 | Мики Андо                 | Акико Судзуки                  |
| ФИНАЛ  | Пары       | Шэнь Сюэ / Чжао Хунбо    | Пан Цин / Тун Цзянь       | Алёна Савченко / Робин Шолковы |
| ФИНАЛ  | Танцы      | Мэрил Дэвис / Чарли Уайт | Тесса Вертью / Скотт Моир | Натали Пешала / Фабьян Бурза   |

## Призовой фонд
Общий призовой фонд «взрослой» серии составил $ 180000 на каждом этапе и $ 272000 в финале. Распределение призовых происходило по следующей схеме:
| Занятое место | Денежный приз (Этап) | Денежный приз (Финал) |
| ------------- | -------------------- | --------------------- |
| 1             | $18,000              | $25,000               |
| 2             | $13,000              | $18,000               |
| 3             | $9,000               | $12,000               |
| 4             | $3,000               | $6,000                |
| 5             | $2,000               | $4,000                |
| 6             | —                    | $3,000                |

### Призовой фонд юниорской серии
На этапах юниорской серии Гран-при награждались спортсмены занявшие призове места:
| Место | Сумма (одиночники) | Сумма (Пары/Танцы) |
| ----- | ------------------ | ------------------ |
| 1     | $2,000             | $3,000             |
| 2     | $1,500             | $2,250             |
| 3     | $1,000             | $1,500             |